# Norwegische Badmintonmeisterschaft 2015
Die Norwegische Badmintonmeisterschaft 2015 fand vom 31. Januar bis zum 1. Februar 2015 in Moss statt.

## Sieger und Platzierte
| Disziplin    | Gold                               | Silber                            | Bronze                                         |
| ------------ | ---------------------------------- | --------------------------------- | ---------------------------------------------- |
| Herreneinzel | Marius Myhre                       | Nikolai Svensson                  | Anders Leirud                                  |
| Herreneinzel | Marius Myhre                       | Nikolai Svensson                  | Magnus Christensen                             |
| Dameneinzel  | Cathrine Fossmo                    | Thea Kristina Johansen            | Linn Lilian Stenrud                            |
| Dameneinzel  | Cathrine Fossmo                    | Thea Kristina Johansen            | Vilde Espeseth                                 |
| Herrendoppel | Steinar Klausen Erik Rundle        | Marius Myhre Carl Christian Hem   | Jonas Christensen Nikolai Svensson             |
| Herrendoppel | Steinar Klausen Erik Rundle        | Marius Myhre Carl Christian Hem   | Magnus Christensen Johannes Arnhoff Hagen      |
| Damendoppel  | Anne Klyve Helene Håkonsen Søgaard | Sonja Wåland Helene Abusdal       | Thea Kristina Johansen Randi Selle             |
| Damendoppel  | Anne Klyve Helene Håkonsen Søgaard | Sonja Wåland Helene Abusdal       | Solvår S. Flåten Jørgensen Linn Lilian Stenrud |
| Mixed        | Erik Rundle Sonja Wåland           | Jim Ronny Andersen Helene Abusdal | Sturla F. Jørgensen Solvår S. Flåten Jørgensen |
| Mixed        | Erik Rundle Sonja Wåland           | Jim Ronny Andersen Helene Abusdal | Bård Storvik Monica Halvorsen                  |